# Họ Tôm gõ mõ
Họ Tôm gõ mõ (Alpheidae) hay còn gọi là tôm súng, tôm pháo là một họ tôm có đặc điểm nổi bật là cặp càng bất đối xứng. Cụ thể, một chiếc càng của chúng có kích thước nhỏ trong khi chiếc càng còn lại thì to lớn hơn rất nhiều. Tôm gõ mõ sử dụng chiếc càng lớn như một "khẩu súng" để phát ra âm thanh cường độ cao nhằm "bắn chết" con mồi cũng như dùng trong việc giao tiếp, liên lạc với đồng loại.
Họ Tôm gõ mõ khá đa dạng về sinh học và phân bố rộng trên thế giới, bao hàm ít nhất 38 chi với tổng cộng khoảng 600 loài. Hai chi lớn nhất là Alpheus (hơn 250 loài) Synalpheus (hơn 100 loài). Phần lớn các loài tôm gõ mõ sống trong các hang đào và là cư dân thường thấy của các rạn san hô, nằm dưới các thảm tảo biển và các rạn hàu. Đa số các thành viên trong họ này được tìm thấy ở các vùng ven biển nhiệt đới và ôn đới, tuy nhiên cá biệt chi Betaeus sinh sống ở những vùng biển lạnh và Potamalpheops chỉ có thể tìm thấy ở những hang nước ngọt.
Khi tụ tập thành những bầy lớn, âm thanh do tôm gõ mõ tạo ra có thể làm nhiễu loạn các thiết bị liên lạc bằng sóng âm đặt ngầm dưới nước. Chúng được xem là một trong những nhân tố chính gây ra sự ồn ào ở dưới biển.

## Mô tả
Tôm gõ mõ không có kích thước quá lớn và chúng chỉ dài tới chừng 1–2 inch (3–5 cm). Đặc điểm nổi bật của nó là cặp càng bất đối xứng với một chiếc càng nhỏ và chiếc càng còn lại thì rất lớn với kích thước to đến hơn một nửa cơ thể tôm. Chiếc càng to có thể nằm bên trái hoặc bên phải và không có dạng kìm nhọn ở đầu càng như bình thường. Thay vào đó, đầu càng khá tù và phần nửa càng di động được có thể được các cơ ở càng về vị trí vuông góc so với phần nửa càng cố định còn lại. Khi cơ càng giãn ra, phần càng di động chuyển về vị trí cũ với tốc độ rất nhanh và đập mạnh vào phần càng cố định, tạo ra một làn sóng bong bóng nước cực mạnh có khả năng làm choáng váng những con cá lớn và phá vỡ thành thủy tinh của những chiếc bình nhỏ.

## Sinh thái

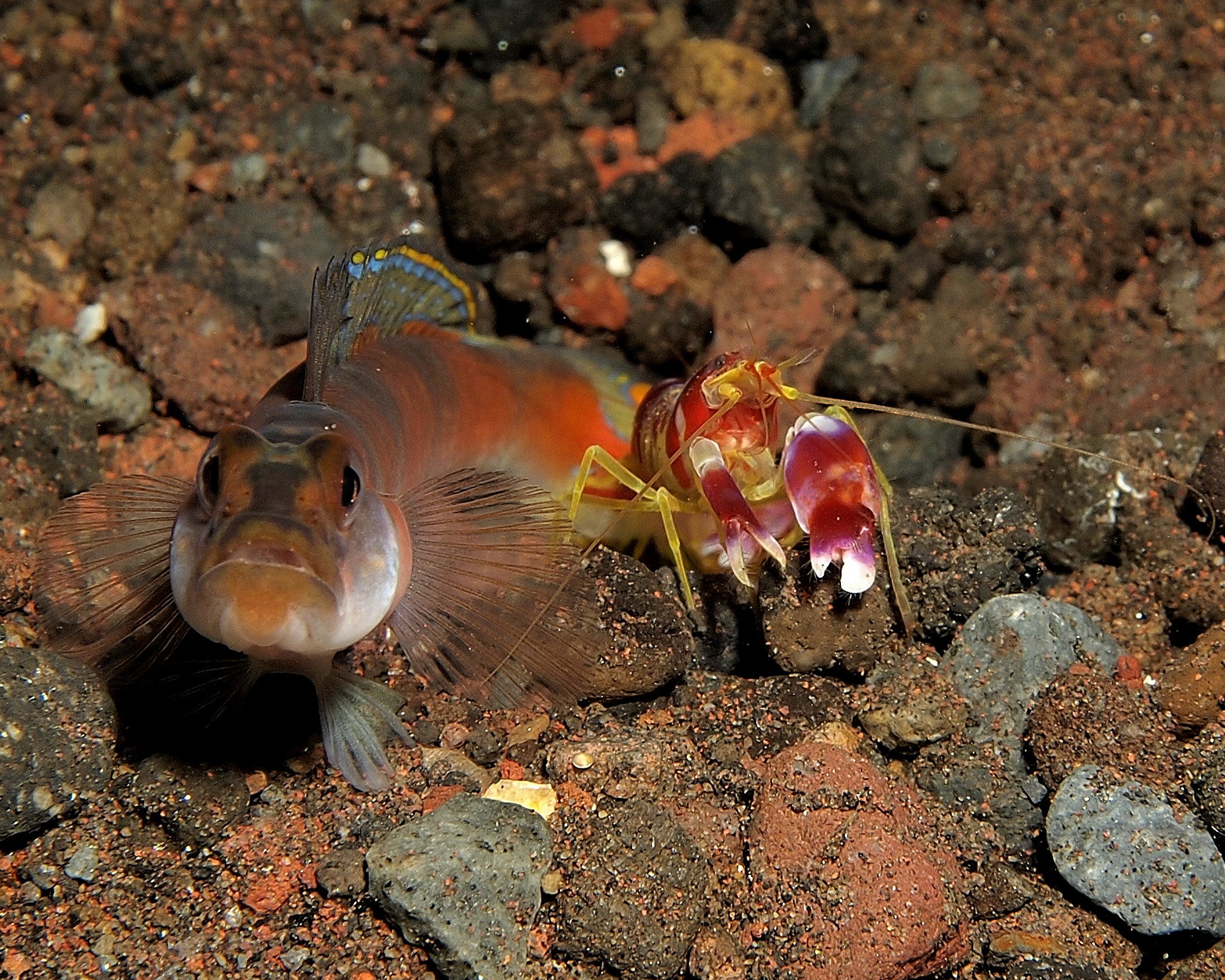
Tôm gõ mõ Alpheus randalli với cá bống thuộc chi Amblyeleotris sống hỗ sinh với nó.

Một số loài tôm gõ mõ có lối sống hỗ sinh với cá bống. Cụ thể, tôm gõ mõ sẽ chủ động chia sẻ hang của mình cho cá, còn cá bống thì có vai trò gác cổng cho cả hai vì cá bống có thị lực tốt hơn so với tôm gõ mõ. Khi có dấu hiệu nguy hiểm, cá bống sẽ thực hiện một động tác quẫy đuôi đặc biệt để báo hiệu cho tôm. Tôm tiếp nhận tín hiệu báo nguy và sau đó cả hai cùng lủi vào sâu bên trong hang để lẩn trốn. Cho đến nay tập tính này đã được quan sát ở những loài tôm gõ mõ sinh sống ở các rạn san hô.
Hành vi và lối sống xã hội được nhận diện ở chi Synalpheus. Tỉ như loài tôm gõ mõ Synalpheus regalis sống thành các bầy lớn trong các quần thể bọt biển với số lượng thành viên có thể lên tới 300 con. Mẹ chung của tất cả chúng là một con "tôm chúa" và rất có thể chúng cũng chỉ có một cha chung. Thần dân của bầy đàn được phân ra làm "tôm thợ" với nhiệm vụ chăm sóc tôm non và "tôm lính" - phần lớn là tôm đực - với nhiệm vụ bảo vệ bầy bằng "khẩu súng" to lớn đặc trưng của dòng họ. Cho đến nay chỉ có một số loài được miêu tả là có lối sống xã hội, tuy nhiên nhiều học giả tin rằng có thể nhiều loài khác trong chi này cũng có lối sống tương tự mà chưa được biết đến.
Tôm gõ mõ cũng được biết tới với khả năng "đổi vai" của càng. Cụ thể, khi chiếc càng "súng" bị cụt, chiếc càng nhỏ còn lại sẽ to dần ra và chuyển đổi thành "súng", còn chỗ chiếc càng "súng" cũ bị cụ thì lại mọc thành một chiếc càng nhỏ. Đồng thời, các thí nghiệm cho thấy nếu như cắt đứt dây thần kinh dẫn đến chiếc càng "súng" thì chiếc càng còn lại cũng sẽ phát triển to ra và lần này tôm mang đến hai khẩu súng trong mình. Hiện tượng hai càng đều trở thành "súng" như vậy chỉ được ghi nhận một lần trong tự nhiên.

## "Súng" âm thanh của tôm gõ mõ
Tôm gõ mõ là đối thủ cạnh tranh nặng ký với cá nhà táng và cá voi Beluga cho danh hiệu "động vật ồn ào nhất của biển". Khi hai ngàm của chiếc càng "súng" của tôm gõ mõ gõ mạnh vào nhau, nó có thể tạo ra những bong bóng khí sản sinh áp suất âm thanh lên tới 80 kPa tại khoảng cách 4 cm so với càng. Những bong bóng khí có thể di chuyển với tốc độ 60 dặm Anh trên giờ (97 km/h) và giải phóng một âm thanh với cường độ lên tới 218 decibel. Một áp suất như vậy đủ mạnh để giết chết những con cá nhỏ. Nó tương ứng với mức độ áp suất tính từ đỉnh bước sóng âm thanh tới vị trí hoành độ không là 218 decibel tương ứng với một micropascal (dB re 1 μPa), bằng với equivalent to a zero to peak source level của 190 dB re 1 μPa tại khoảng cách tham khảo tiêu chuẩn là 1 m. Au và Banks đã đo mức độ nguồn tính từ đỉnh trên tới đỉnh dưới của bước sóng và cho ra kết quả là khoảng từ 185 tới 190 dB re 1 μPa tại 1 m, tùy theo kích cỡ của chiếc càng "súng". Những kết quả tương tự cũng được đưa ra bởi Ferguson và Cleary. The duration of the click is less than 1 millisecond.
Việc bắn sóng âm cũng có thể tạo ra hiện tượng phát quang do âm thanh khi các bong bóng khí vỡ ra. Khi vỡ, nhiệt độ của bong bóng đạt tới hơn 5.000 K (4.700 °C) (so với nhiêt độ bề mặt Mặt Trời là 5.800 K (5.500 °C)). Tuy nhiên ánh sáng này có cường độ yếu hơn so với các trường hợp phát quang do âm thanh thông thường và vì vậy mắt trần không thể nhìn thấy. Nhiều khả năng đây là sản phẩm phụ của sóng âm bắn ra và không có ảnh hưởng nào đáng kể về mặt sinh học. Tôm gõ mõ là loài động vật đầu tiên được biết tới với hiện tượng phát quang này và về sau, một số loài tôm tít (những loài có chiếc càng dạng búa hay chùy) cũng được ghi nhận là sản sinh ra hiện tượng tương tự khi chúng đập càng với tốc độ cực nhanh vào con mồi.
Chiếc càng "súng" được dùng trong việc săn mồi (bắn ra âm thanh nhằm hạ gục con mồi) cũng như phát ra âm thanh dùng trong việc giao tiếp. Khi đi săn, tôm gõ mõ mai phục trong một nơi kín đáo (thường là hang đào của chúng) rồi dùng đôi râu để nhận diện con mồi đi ngang qua. Khi tôm gõ mõ phát hiện ra một chuyển động, nó phóng ra khỏi nơi mai phục và dùng chiếc càng to bắn hạ con mồi; sau đó tôm gõ mõ lôi con mồi vào nơi ẩn náu và làm thịt nó.

## Danh sách các chi

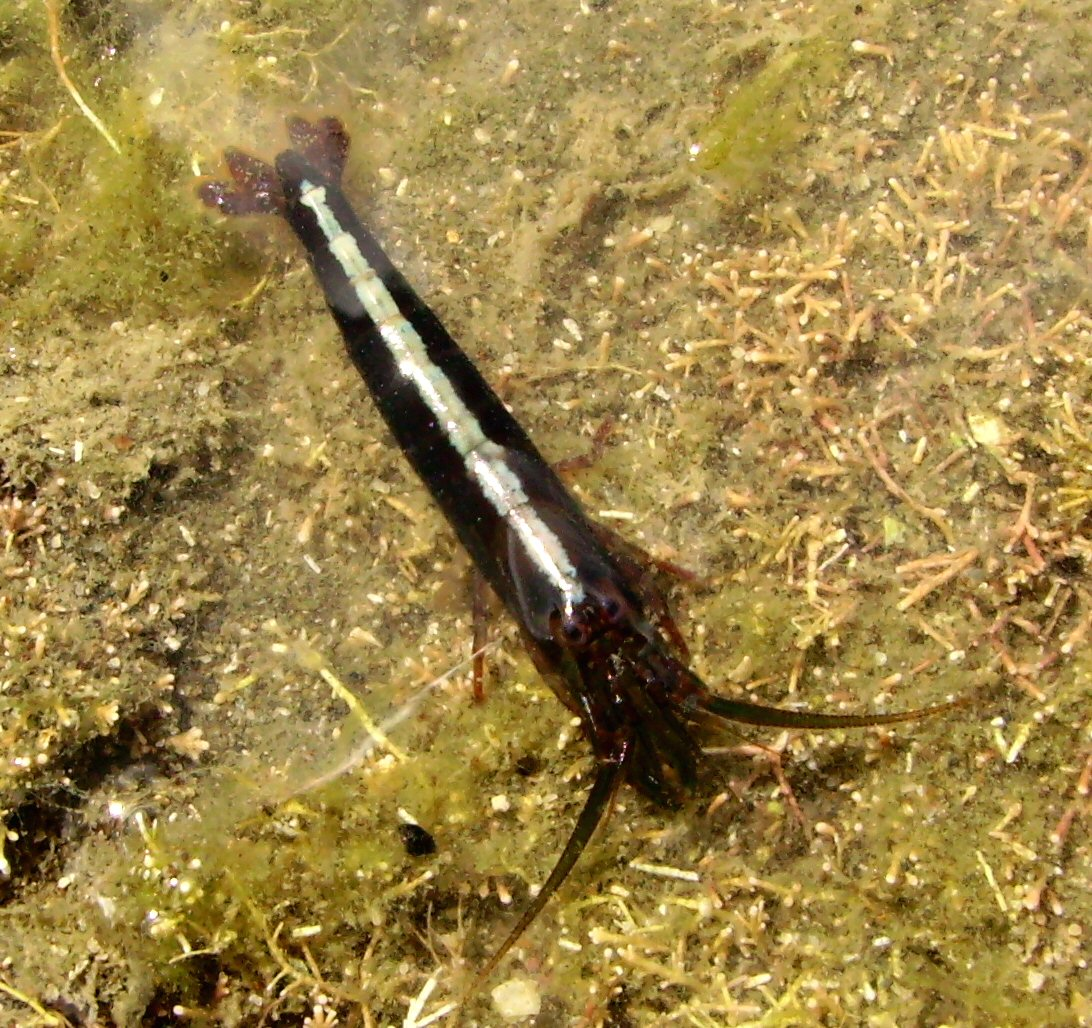
Betaeopsis aequimanus

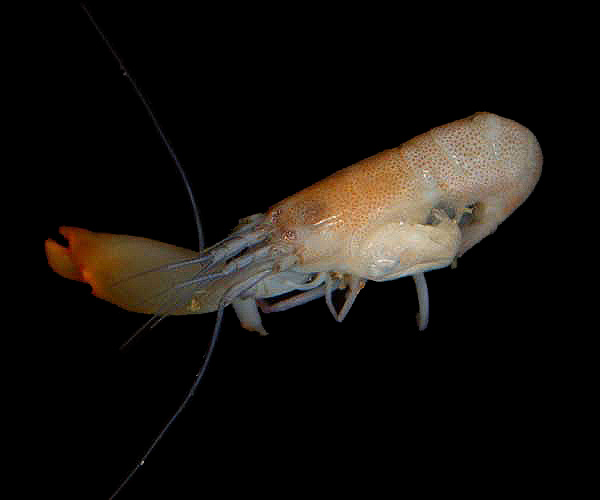
Synalpheus fritzmuelleri

Hơn 620 loài đã được thống kê trong họ này và chúng được xếp vào 45 chi. Hai chi lớn nhất của họ là chi Tôm gõ mõ (Alpheus) với 283 loài và chi Synalpheus với 146 loài.
- Acanthanas Anker, Poddoubtchenko & Jeng, 2006
- Alpheopsis Coutière, 1896
- Alpheus Fabricius, 1798
- Amphibetaeus Coutière, 1896
- Arete Stimpson, 1860
- Aretopsis De Man, 1910
- Athanas Leach, 1814
- Athanopsis Coutière, 1897
- Automate De Man, 1888
- Bannereus Bruce, 1988
- Batella Holthuis, 1955
- Bermudacaris Anker & Iliffe, 2000
- Betaeopsis Yaldwyn, 1971
- Betaeus Dana, 1852
- Coronalpheus Wicksten, 1999
- Coutieralpheus Anker & Felder, 2005
- Deioneus Dworschak, Anker & Abed-Navandi, 2000
- Fenneralpheus Felder & Manning, 1986
- Harperalpheus Felder & Anker, 2007
- Jengalpheops Anker & Dworschak, 2007
- Leptalpheus Williams, 1965
- Leptathanas De Grave & Anker, 2008
- Leslibetaeus Anker, Poddoubtchenko & Wehrtmann, 2006
- Metabetaeus Borradaile, 1899
- Metalpheus Coutière, 1908
- Mohocaris Holthuis, 1973
- Nennalpheus Banner & Banner, 1981
- Notalpheus G. Méndez & Wicksten, 1982
- Orygmalpheus De Grave & Anker, 2000
- Parabetaeus Coutière, 1896
- Pomagnathus Chace, 1937
- Potamalpheops Powell, 1979
- Prionalpheus Banner & Banner, 1960
- Pseudalpheopsis Anker, 2007
- Pseudathanas Bruce, 1983
- Pterocaris Heller, 1862
- Racilius Paul'son, 1875
- Richalpheus Anker & Jeng, 2006
- Rugathanas Anker & Jeng, 2007
- Salmoneus Holthuis, 1955
- Stenalpheops Miya, 1997
- Synalpheus Bate, 1888
- Thuylamea Nguyên, 2001
- Vexillipar Chace, 1988
- Yagerocaris Kensley, 1988